# Alexander-Sergejewitsch-Puschkin-Preis
Der Alexander Sergejewitsch Puschkin Preis war ein von 1990 bis 2005 vergebener Preis für zeitgenössische russischsprachige Schriftsteller der Alfred Toepfer Stiftung F. V. S.
Er ist nach dem Dichter Alexander Sergejewitsch Puschkin benannt.
Er war zuletzt mit rund 15.000 Euro dotiert. Es wurden von der Stiftung aber auch in diesem Zusammenhang bis 2002 Reisestipendien an jüngere russische Schriftsteller zum Besuch der Bundesrepublik Deutschland vergeben (zum Beispiel 1991 an Mark Charitonow, der bald darauf den ersten Russischen Booker-Preis erhielt). 2002 wurde in einen zweijährigen Vergabeabstand umgeschaltet.
Seit 1992 waren zwei Mitglieder des russischen PEN-Zentrums im Vergabegremium, das unter Leitung von Wolf Schmid stand. In der Regel wurde er in Moskau verliehen.
Der Preis fand auch in Russland große Beachtung. 1995 gab es auch in Russland auf Veranlassung von Boris Jelzin wieder einen Puschkinpreis (erster Preisträger war Sascha Sokolow). Er knüpfte an den ab 1881 von der Kaiserlich-Russischen Akademie der Wissenschaften vergebenen Puschkin-Preis an, der zu Sowjetzeiten nicht vergeben wurde (Preisträger waren unter anderem Iwan Bunin und Anton Tschechow). In Russland gab es ab 2005 einen neuen Puschkin-Preis, der von der Aleksander Zhukov Stiftung und dem Puschkin-Museum vergeben wird.

## Preisträger
- 1990 Andrej Bitow, Lyrik, Prosa, Moskau
- 1991 Ljudmila Stefanowna Petruschewskaja, Prosa, Drama, Moskau
- 1992 Fasil Iskander, Lyrik, Prosa, Moskau, Sonderpreis an Oleg Wassiljewitsch Wolkow (1900–1996), Prosa, Moskau
- 1993 Dmitri Alexandrowitsch Prigow, Lyrik, Moskau, Timur Jurjewitsch Kibirow (* 1955), Lyrik, Moskau
- 1994 Bella Achmadulina, Lyrik, Moskau
- 1995 Semjon Israilewitsch Lipkin (1911–2003), Lyrik, Prosa, Übersetzung, Moskau
- 1996 Sascha Sokolow, Prosa, Craftsbury, Vermont
- 1997 Wiktor Astafjew, Prosa, Krasnojarsk
- 1998 Wladimir Semjonowitsch Makanin, Prosa, Moskau
- 1999 Oleg Grigorjewitsch Tschuchonzew (* 1938), Lyrik, Moskau, Alexander Semjonowitsch Kuschner (* 1936), Lyrik, Sankt Petersburg
- 2000 Juri Witaljewitsch Mamlejew (1931–2015, Yuri Mamleev), Prosa, Essays, Moskau
- 2001 Iosif Jefimowitsch Aleschkowski (* 1929) (Juz Aleschkowsky), Prosa, Connecticut
- 2002 nicht vergeben
- 2003 Jewgeni Borissowitsch Rein (* 1935, Ewgenij Reijn), Lyrik, Sankt Petersburg
- 2005 Boris Michailowitsch Paramonow (* 1937), Essays[3]